# Jan Roedzoetak

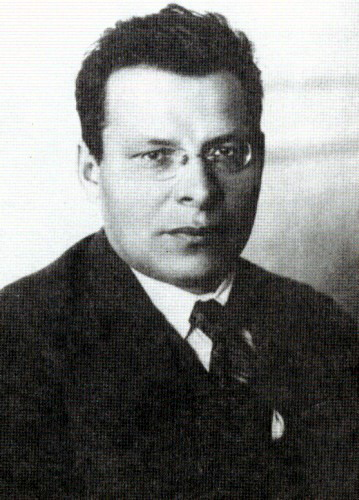
Jan Roedzoetak

Jan Ernestovitsj Roedzoetak (Lets: Jānis Rudzutaks, Russisch: Ян Эрнестович Рудзутак) (Kursīši Saldus novads, 3 augustus 1887 – Moskou, 29 juli 1938) was een Russisch (Lets) bolsjewistisch revolutionair en een vooraanstaand Sovjet-politicus. 

## Leven
Roedzoetak was van boerenkomaf en ging in 1903 werken in een fabriek in Riga. Twee jaar later sloot hij zich aan bij de Letse socialistische partij, in 1910 werd hij wegens agitatie veroordeeld tot 10 jaar dwangarbeid, uiteindelijk overgeplaatst naar de Boetirka-gevangenis in Moskou en vrijgelaten na de Februarirevolutie (1917).
Na zijn vrijlating werkte Roedzoetak in verscheidene functies binnen de Communistische Partij van de Sovjet-Unie. In 1921 werd hij lid van het dertien leden tellende organisatiebureau van de partij en in 1923 secretaris van het Centraal Comité, hetgeen hij bleef tot 1937. Van 1924 tot 1934 was hij Volkscommissaris van Transport. Van 1926 tot 1937 was hij bovendien voorzitter van de Raad van Volkscommissarissen (een soort van eerste minister). Tussen 1923 en 1937 was hij lid (in het begin en tegen het einde kandidaat-lid) van het Politbureau. 
Roedzoetak stond bekend als een rustig en aimabel man (hij was een enthousiast natuurfotograaf), maar voelde voortdurend het wantrouwen van Jozef Stalin. Wellicht kan dat te maken hebben met de suggestie die Anastas Mikojan later in zijn memoires deed, dat Lenin kort voor zijn dood voornemens zou zijn geweest Stalin te vervangen door Roedzoetak. Hoe dan ook, in 1937 werd Roedzoetak gearresteerd en beschuldigd van trotskisme en spionage voor Duitsland. In 1938 werd hij tijdens een geheim proces veroordeeld en geëxecuteerd.
In 1956 werd zijn zaak heropend en werd hij gerehabiliteerd. Tijdens het 20e partijcongres verklaarde Nikita Chroesjtsjov in zijn geheime rede: Kameraad Roedzoetak heeft zijn gedwongen verklaringen tijdens zijn proces volledig herroepen. Dit is echter niet eens aan het Politbureau gemeld. Binnen 20 minuten werd het oordeel geveld en werd hij doodgeschoten.